# تریاقی
تریاقی، گل قبرآرا (نام علمی: Vincetoxicum) نام یک سرده از زیرخانواده استبرق است.